# Грязев, Пётр Иванович
Пётр Иванович Грязев (26 августа 1925, Нестеровка, Оренбургская область — 14 ноября 1999, Никополь, Днепропетровская область) — передовик советской металлургии, вальцовщик Никопольского южнотрубного завода Министерства чёрной металлургии Украинской ССР, Днепропетровская область, Герой Социалистического Труда (1966).

## Биография
Родился в 1925 году в селе Нестеровка Новосергиевского района Оренбургской области в рабочей семье.
В период Великой Отечественной войны трудился на целлюлозно-бумажном комбинате города Красновишерск (ныне Пермский край). Работал слесарем.
В 1944 году был призван в ряды Красной армии. С сентября 1944 года пребывал на фронтах Великой Отечественной войны. Участник освободительной операции в Австрии, Венгрии и Чехословакии. С февраля 1945 года — телефонист телефонно-кабельной роты 195-го отдельного гвардейского батальона 107-й гвардейской стрелковой дивизии 2-го Украинского фронта. Отличился поступком при выполнении поставленных задач в Вене. Получив ранение он продолжал обеспечивать передовую связью со штабом. Представлен к Ордену Славы III степени.
До 1950 года продолжал служить в армии. После увольнения в запас приступил к работе слесарем центральной лаборатории Никопольского южно-трубного завода. В дальнейшем стал работать вальцовщиком.
Указом Президиума Верховного Совета СССР от 22 марта 1966 года за достижение высоких показателей в производстве Петру Ивановичу Грязеву было присвоено звание Героя Социалистического Труда с вручением ордена Ленина и медали «Серп и Молот.
Продолжал работать на производстве. Был назначен бригадиром стана холодной прокатки труб. Работал на заводе до выхода на заслуженный отдых.
Был депутатом Никопольского городского совета, а также являлся членом Никопольского горкома КПУ.
Проживал в городе Никополь. Умер 14 ноября 1999 года.

## Награды
За трудовые и боевые успехи был удостоен:
- золотая звезда «Серп и Молот» (22.03.1966)
- орден Ленина (22.03.1966)
- Орден Отечественной войны II степени (11.03.1985)
- Орден Славы III степени (23.04.1945)
- Медаль «За взятие Вены» (22.10.1943)
- другие медали.